# GRIN2A

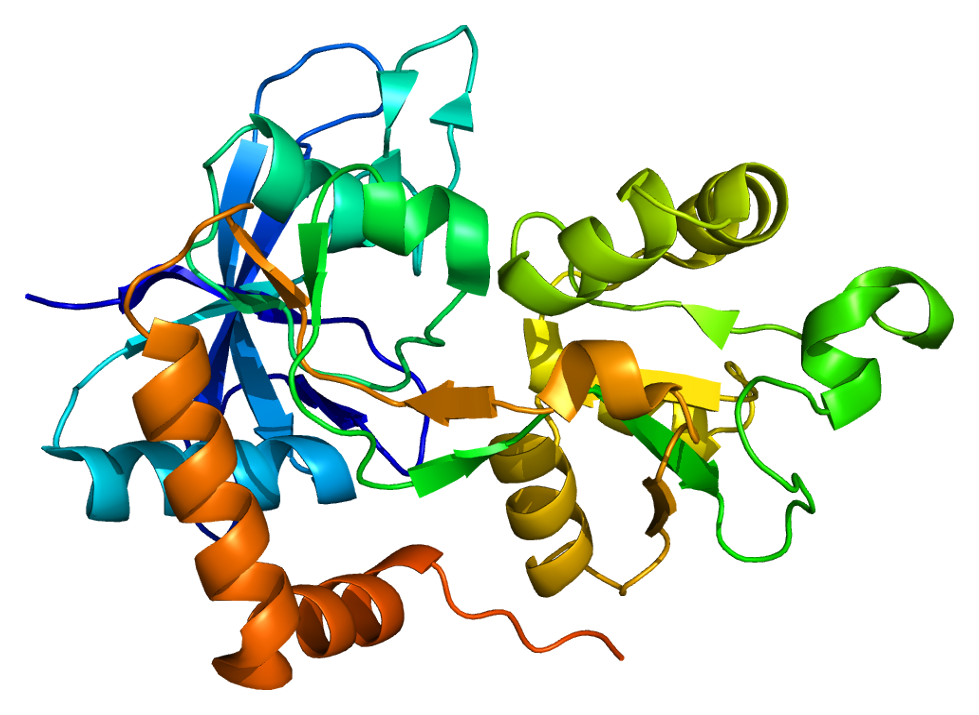
Lintdiagram van GRIN2A

GRIN2A (glutamate ionotropic receptor NMDA type subunit 2A), ook bekend als LKS, EPND, FESD, NR2A, GluN2A, NMDAR2A, is een proteïne dat bij mensen wordt gecodeerd door het GRIN2A-gen. Met 1464 aminozuren is de normale, proteïne-isovorme GluN2A-subeenheid groot. De korte GluN2A isovormen die specifiek zijn voor primaten worden gevormd door alternatieve splicing en bevatten 1281 aminozuren.

## Functie
Het eiwit dat door dit gen wordt gecodeerd is een subeenheid van de N-methyl-D-aspartaatreceptoren, die heteroisomere eiwitcomplexen zijn met meerdere subeenheden voor het vormen van een ionotrope receptor. Deze subeenheden spelen een sleutelrol in de synaptische plasticiteit, waarvan wordt aangenomen dat ze ten grondslag liggen aan het geheugen en het leren.

## Genetische associatie
Genetische associaties:

Varianten van het gen worden in verband gebracht met het beschermende effect van koffie op de ziekte van Parkinson.
Mutaties in GRIN2A worden in verband gebracht met drugs-resistante epilepsie.
Hele exoom/genoomsequencing (exoom=alle exons van een genoom) heeft geleid tot de ontdekking van een verband tussen mutaties in GRIN2A en een grote verscheidenheid aan neurologische ziekten, waaronder epilepsie, verstandelijke beperking, autismespectrumstoornissen, ontwikkelingsachterstand en schizofrenie.

## Interacties
GRIN2A vertoont interacties met:
- DLG1[9]
- DLG3[10][11]
- DLG4[10][11][12][13][14]
- FYN[12][15][16][17]
- Interleukine 16[18]
- PTK2B[19][20]
- Src[15][17]